# Офиуры

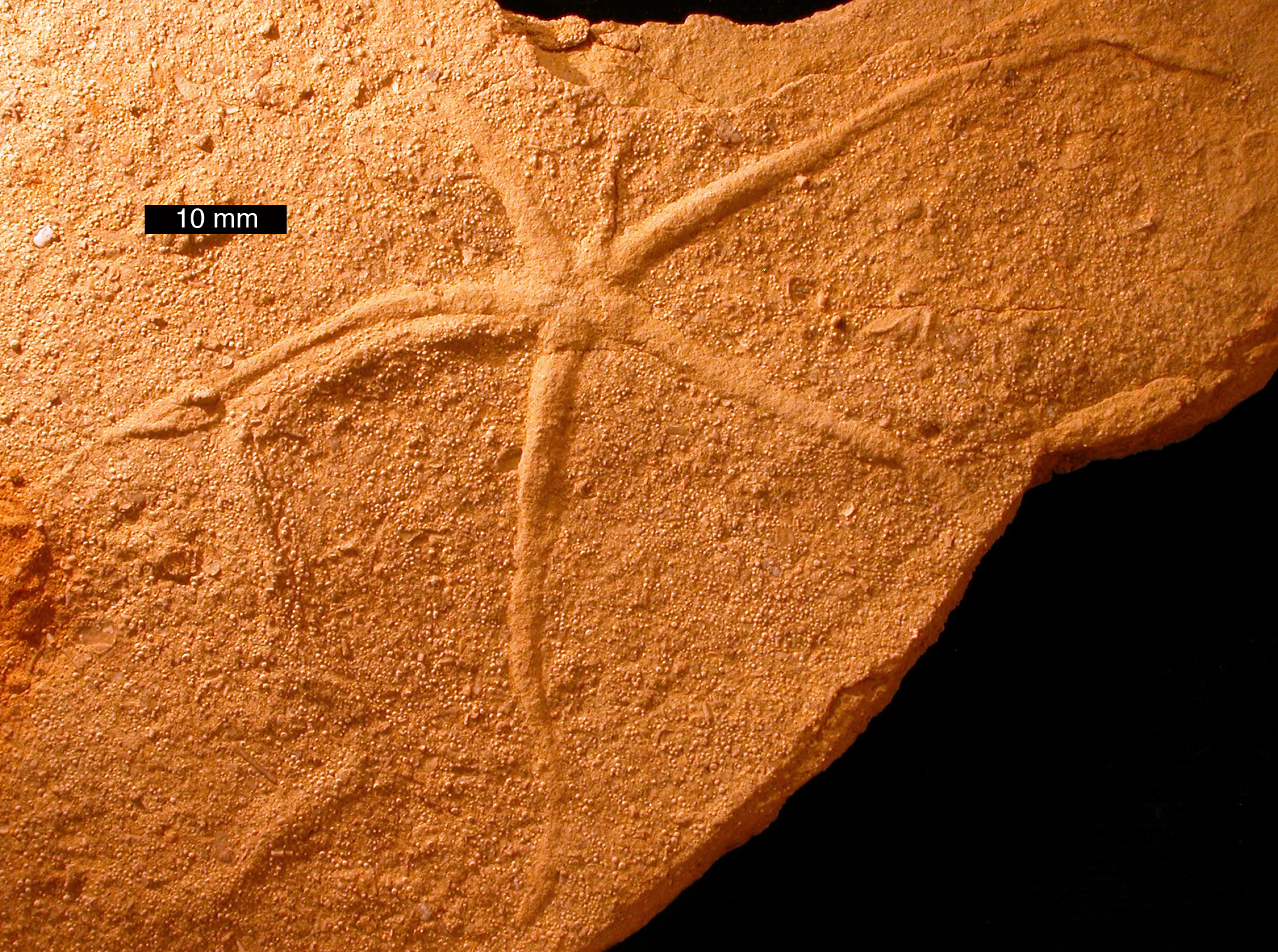
Отпечаток ископаемой самки офиуры Asteriacites sp.

Офиу́ры, или змеехвостки (лат. Ophiuroidea), — класс донных морских животных из типа иглокожих. Название «змеехвостки» они получили за своеобразный способ передвижения: когда они ползут по дну, их лучи извиваются подобно змеям. Это название является калькой с научного названия Ophiura, происходящего от греч. ὄφις — змея, οὐρά — хвост.
Офиуры — самый разнообразный класс иглокожих, включающий около 2 000 видов, большинство из которых — обитатели тропических вод (в России встречается 120 видов). В ископаемом состоянии известны с нижнего ордовика.

## Биология
Внешне офиуры похожи на морских звёзд. Тело состоит из плоского центрального диска и отходящих от него 5 (редко 10) гибких длинных лучей, называемых также «руками». Диаметр диска — до 14,3 см (Gorgonocephalus eucnemis), лучи могут достигать длины 70 см. Лучи у офиур членистые — состоят из множества внутренних «позвонков», приводимых в движение межпозвонковыми мышцами. Кроме членистости лучей, внешне от морских звёзд офиуры отличаются ярко выраженной отграниченностью диска от лучей, а также закрытыми, и потому внешне незаметными амбулакральными бороздами. Лучи не заключают в себе отростков желудка — внутреннее отличие от морских звёзд. У большинства видов руки подвижны, в основном, в горизонтальной плоскости; у ветвистых офиур могут сильно свёртываться на брюшную сторону, ко рту.
Скелет состоит из наружных и внутренних частей. Спинная и брюшная стороны офиуры покрыты известковыми чешуйками. Каждый луч несёт четыре ряда скелетных пластинок: аборальный (верхний), оральный (нижний) и два боковых. Боковые пластинки шиповатые. У некоторых офиур наружный скелет прикрыт кожей.
Рот находится в центре брюха и имеет пятиугольную форму из-за выдающихся в его просвет 5 челюстей с зубными папиллами. Мешкоподобный желудок занимает большую часть диска. Анальное отверстие отсутствует.
Органы размножения состоят из множества половых желез, открывающихся в перепончатые мешки — бурсы (bursae).
Амбулакральная система обычного для иглокожих типа, но амбулакральные ножки ампул и присосок не имеют и для движения не служат. Амбулакральные ножки выступают по сторонам рук между брюшными и боковыми пластинками. На нижней стороне диска находятся щелевидные отверстия (10 или 20) — бурсальные щели, ведущие в слепые мешки-бурсы, которые служат для дыхания и для выведения половых продуктов. У некоторых видов бурсы служат местом развития яиц.
Глаз нет, но эпидермис чувствителен к свету и другим раздражителям; микроскопические линзоподобные структуры в нём, вопреки ранее высказывавшимся предположениям, вряд ли имеют отношение к зрению.
Многие тропические офиуры ярко окрашены. Некоторые способны светиться.

## Образ жизни и питание
Офиуры обитают на морском дне повсеместно, как в прибрежных водах, так и на глубине до 6—8 км; населяют и коралловые рифы. Ползают по дну посредством изгибания лучей или зарываются в грунт. Двигаются толчками, вытягивая вперёд 2 пары рук и резко загибая их назад. При питании руки офиур поднимаются почти вертикально вверх. У некоторых офиур руки ветвятся, и скопление питающихся офиур напоминает настоящий ковёр из щупалец. В нём застревают или активно захватываются мелкие животные (черви, ракообразные, медузы) и взвешенные частицы пищи (планктон). Офиуры по характеру питания являются слизисто-ресничными фильтраторами; имеются также офиуры-детритофаги и трупоеды.
Т. Торнтон описывает способ, каким морские звезды и офиуры оберегают от вымирания немногочисленную популяцию пластинчатожаберных моллюсков, являющихся их основной пищей, так же спасая себя от голодной смерти. Личинки моллюсков настолько малы, что офиуры могли бы без труда уничтожить их. Но в это время у них начинается период голодания, длящийся от 1 до 2 месяцев, пока личинки не вырастут на 2—3 порядка, после чего у офиур «включается» аппетит.
У офиур развита способность к регенерации лучей, но если отсечь все лучи от диска, животное умрёт. Офиуры часто образуют массовые поселения и служат пищей рыбам. Некоторые офиуры живут на водорослях, губках, кораллах и морских ежах.

## Размножение и развитие

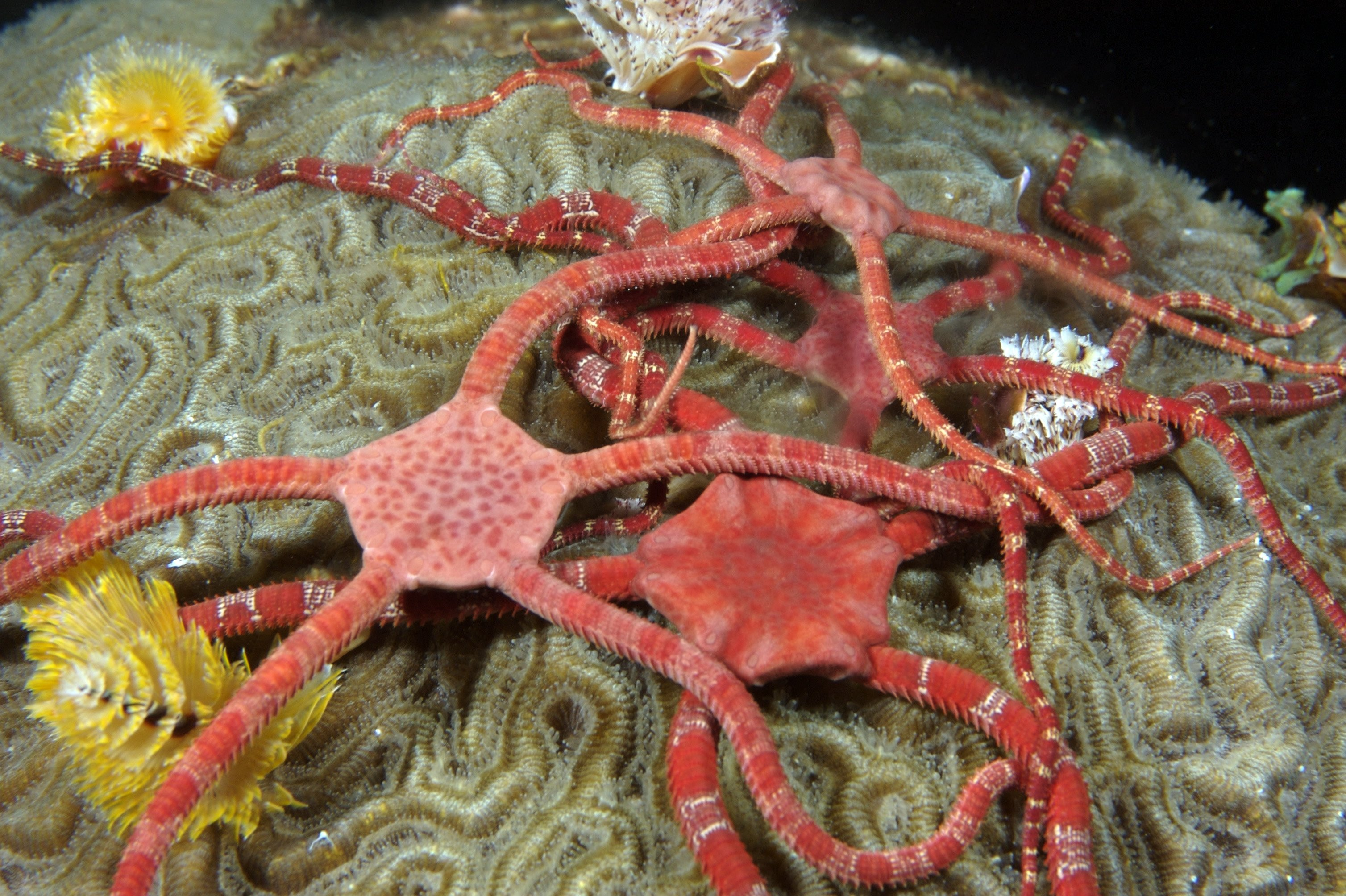
Скопление самцов офиуры Ophioderma rubicundum на мозговом коралле, Мексиканский залив

Офиуры обычно раздельнополы, но имеются и виды-гермафродиты. Лишь немногие способны размножаться и бесполым путём — разделением надвое, с последующим восстановлением недостающих частей. Развитие происходит в большинстве случаев с метаморфозом, при этом образуется свободноплавающая личинка — офиоплутеус. Реже развитие прямое. В случае прямого развития яйца развиваются в генитальных сумках (бурсах), последние несут и дыхательную функцию. Пелагических личинок при этом не развивается, и молодые офиурки покидают материнский организм прямо через генитальные щели. У некоторых форм эмбрионы даже прикрепляются к стенке бурсы.

## Распространение
Встречаются повсеместно. Примерно одинаковое количество видов отмечено на шельфе (n = 1313) и глубинном батиальном слое (1297). Индо-Тихоокеанский регион имел наибольшее видовое богатство в целом (825 видов) и на всех глубинах. Соседние регионы также относительно богаты видами, включая северную часть Тихого океана (398), южную часть Тихого океана (355) и Индийский океан (316) из-за присутствия многих индо-тихоокеанских видов, которые частично распространились в эти регионы. Вторичный регион с повышенным видовым богатством был обнаружен в Западной Атлантике (335). Регионы с относительно низким видовым богатством включают Арктику (73 вида), Восточную Атлантику (118), Южную Америку (124) и Антарктику (126).

## Классификация
В традиционной системе класс делили на два современных отряда:
- Euryalida Lamarck, 1816 [syn. Euryalae, Euryalina[9], Euryale[10]] — Ветвистые офиуры[11][10][12], или кожистые офиуры[8], многие виды с разветвлёнными лучами, часть видов с простыми лучами.
- Ophiurida Müller & Troschel, 1840 [syn. Ophiurae] — Настоящие офиуры[11][8], все виды с простыми, неветвящимися лучами.

Известно от 2064 до 2122 видов, но общее количество современных разновидностей может превышать 3000. Это делает офиур самой многочисленной группой современных иглокожих (после морских звёзд). Известно около 270 родов, они разделены на 16 семейств, что делает их в то же время относительно мало диверсифицированной структурно группой по сравнению с другими иглокожими. Например, 467 видов принадлежат к единственному семейству Amphiuridae (офиуры, которые живут в донных отложениях, выставляя наружу только свои щупальцы для захвата планктона). В также столь разнообразных семействах Ophiuridae 344 вида и Ophiacanthidae 319 видов.
По современной системе (по World Register of Marine Species и O’Hara 2017, 2018) выделяют следующие семейства и надсемейственные таксоны:
- Роды incertae sedis
- Подкласс Myophiuroidea Matsumoto, 1915
  - Инфракласс Metophiurida Matsumoto, 1913
    - Надотряд Euryophiurida O’Hara, Hugall, Thuy, Stöhr & Martynov, 2017
      - Отряд Euryalida Lamarck, 1816 — Ветвистые офиуры, или кожистые офиуры
        - Семейство Asteronychidae Ljungman, 1867 — Астеронихиды
        - Семейство Euryalidae Gray, 1840 — Эуриалиды
        - Семейство Gorgonocephalidae Ljungman, 1867 — Горгоноцефалиды

      - Отряд Ophiurida Müller & Troschel, 1840 sensu O’Hara et al., 2017 — Настоящие офиуры
        - Подотряд Ophiomusina O’Hara et al., 2017
          - Семейство Ophiomusaidae O’Hara, Stöhr, Hugall, Thuy & Martynov, 2018
          - Семейство Ophiosphalmidae O’Hara, Stöhr, Hugall, Thuy & Martynov, 2018
          - Роды incertae sedis

        - Подотряд Ophiurina Müller & Troschel, 1840 sensu O’Hara et al., 2017
          - Семейство Astrophiuridae Sladen, 1879
          - Семейство Ophiopyrgidae Perrier, 1893
          - Семейство Ophiuridae Müller & Troschel, 1840 — Настоящие офиуры[17]
          - Роды incertae sedis

        - Роды incertae sedis

    - Надотряд Ophintegrida O’Hara, Hugall, Thuy, Stöhr & Martynov, 2017
      - Отряд Amphilepidida O’Hara, Hugall, Thuy, Stöhr & Martynov, 2017
        - Подотряд Gnathophiurina Matsumoto, 1915
          - Надсемейство Amphiuroidea Ljungman, 1867
            - Семейство Amphiuridae Ljungman, 1867 — Амфиуриды[18]
            - Семейство Amphilepididae Matsumoto, 1915

          - Надсемейство Ophiactoidea Ljungman, 1867
            - Семейство Ophiactidae Matsumoto, 1915 — Офиактиды[17]
            - Семейство Ophiopholidae O’Hara, Stöhr, Hugall, Thuy & Martynov, 2018
            - Семейство Ophiothamnidae O’Hara, Stöhr, Hugall, Thuy & Martynov, 2018
            - Семейство Ophiotrichidae Ljungman, 1867 — Офиотрихиды[17]

        - Подотряд Ophionereidina O’Hara, Hugall, Thuy, Stöhr & Martynov, 2017
          - Надсемейство Ophiolepidoidea Ljungman, 1867
            - Семейство Hemieuryalidae Verrill, 1899
            - Семейство Ophiolepididae Ljungman, 1867

          - Надсемейство Ophionereidoidea Ljungman, 1867
            - Семейство Amphilimnidae O’Hara, Stöhr, Hugall, Thuy & Martynov, 2018
            - Семейство Ophionereididae Ljungman, 1867

        - Подотряд Ophiopsilina Matsumoto, 1915
          - Надсемейство Ophiopsiloidea Matsumoto, 1915
            - Семейство Ophiopsilidae Matsumoto, 1915

      - Отряд Ophiacanthida O’Hara, Hugall, Thuy, Stöhr & Martynov, 2017
        - Подотряд Ophiacanthina O’Hara, Hugall, Thuy, Stöhr & Martynov, 2017
          - Семейство Clarkcomidae O’Hara, Stöhr, Hugall, Thuy & Martynov, 2018
          - Семейство Ophiacanthidae Ljungman, 1867 — Офиакантиды[19]
          - Семейство Ophiobyrsidae Matsumoto, 1915
          - Семейство Ophiocamacidae O’Hara, Stöhr, Hugall, Thuy & Martynov, 2018
          - Семейство Ophiopteridae O’Hara, Stöhr, Hugall, Thuy & Martynov, 2018
          - Семейство Ophiotomidae Paterson, 1985
          - Семейство Ophiojuridae O’Hara, Thuy & Hugall, 2021

        - Подотряд Ophiodermatina Ljungman, 1867
          - Надсемейство Ophiocomoidea Ljungman, 1867
            - Семейство Ophiocomidae Ljungman, 1867 — Офиокомиды[19]

          - Надсемейство Ophiodermatoidea Ljungman, 1867
            - Семейство Ophiodermatidae Ljungman, 1867 — Офиодерматиды[17]
            - Семейство Ophiomyxidae Ljungman, 1867 — Офиомиксиды[11]
            - Семейство Ophiopezidae O’Hara, Stöhr, Hugall, Thuy & Martynov, 2018

        - Роды incertae sedis

      - Отряд Ophioleucida O’Hara, Hugall, Thuy, Stöhr & Martynov, 2017
        - Семейство Ophiernidae O’Hara, Stöhr, Hugall, Thuy & Martynov, 2018
        - Семейство Ophioleucidae Matsumoto, 1915 — Офиолеуциды[20]

      - Отряд Ophioscolecida O’Hara, Hugall, Thuy, Stöhr & Martynov, 2017
        - Семейство Ophiohelidae Perrier, 1893
        - Семейство Ophioscolecidae Lütken, 1869
- † Подкласс Oegophiuroidea Matsumoto, 1915[21][22]
  - † Отряд Oegophiurida Matsumoto, 1915 — Оегофиуриды[11]
    - † Подотряд Lysophiurina Gregory, 1897
      - † Семейство Encrinasteridae Schuchert, 1914
      - † Семейство Protasteridae A. Miller, 1889[23]